# 许贝特·范艾克

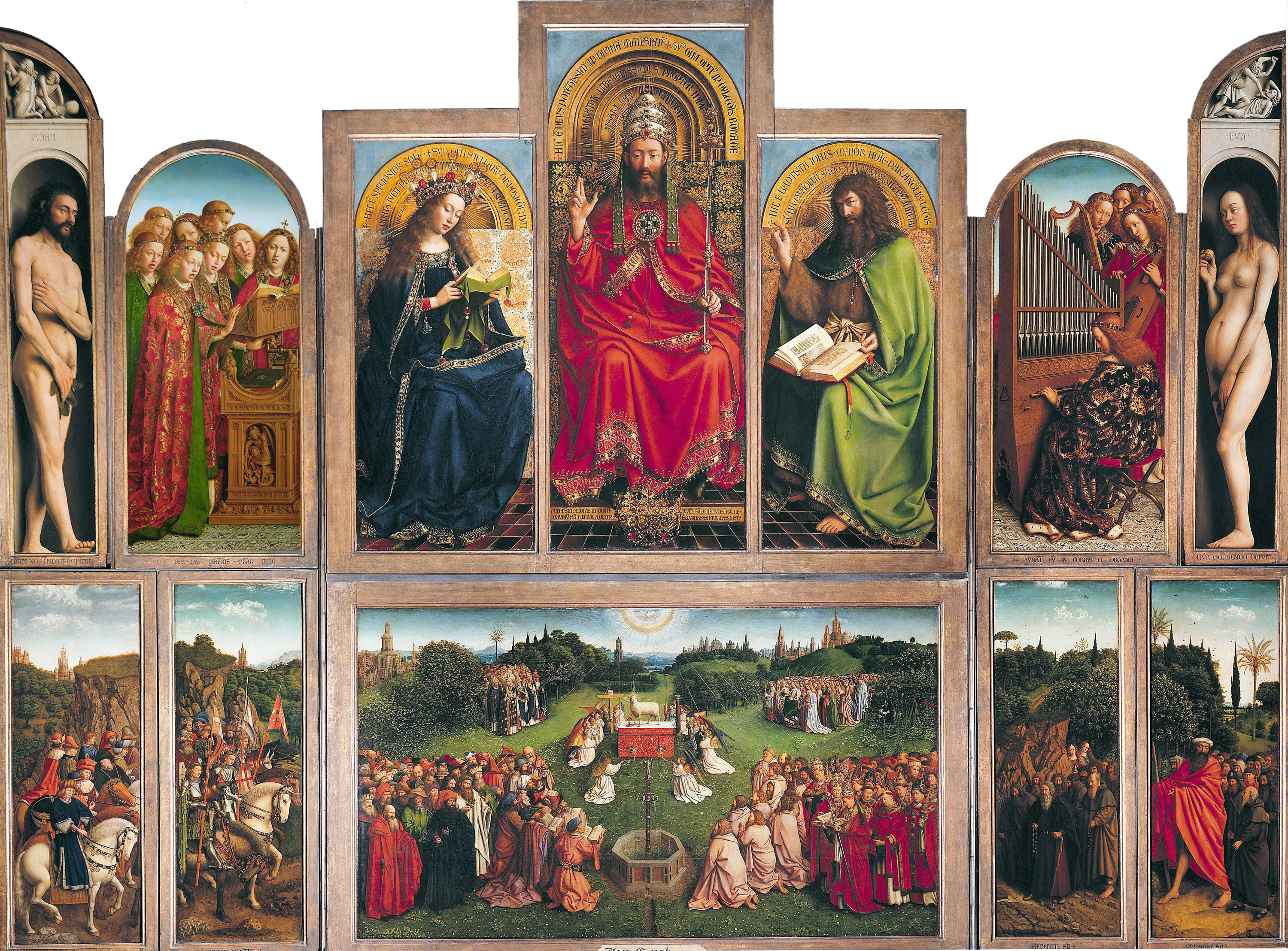
范·艾克兄弟绘制的上帝的羔羊（Het Lam Gods）

许贝特·范艾克（荷蘭語：Hubert van Eyck，發音：[ˈɦybɛrt vɑn ˈɛik]，约1385年–1390年至1426年) 是15世纪弗拉芒著名画家、艺术家。他的生平资料极少，他的画作已经失传，但现在位于根特的祭坛画突出表现了他的创作风格。他出生于现今比利时的马塞克，其弟是著名画家揚·范艾克，兄弟俩曾合作进行艺术创作。